# Малоглумчанська сільська рада
Малоглумчанська сільська рада (Мало-Глумчанська сільська рада) — колишня адміністративно-територіальна одиниця та орган місцевого самоврядування у Ємільчинському районі Коростенської і Волинської округ, Київської й Житомирської областей Української РСР та України з адміністративним центром у с. Мала Глумча.

## Населені пункти
Сільській раді були підпорядковані населені пункти:
- с. Мала Глумча
- с. Паранине

## Населення
Кількість населення ради, станом на 1923 рік, становила 3 004 особи, кількість дворів — 553.
Відповідно до результатів перепису населення СРСР, кількість населення ради, станом на 12 січня 1989 року, становила 1 236 осіб.
Станом на 5 грудня 2001 року, відповідно до перепису населення України, кількість мешканців сільської ради становила 1 079 осіб.

## Склад ради
Рада складалась з 15 депутатів та голови.

## Керівний склад сільської ради
| ПІБ                    | Основні відомості                                                               | Дата обрання | Дата звільнення |
| ---------------------- | ------------------------------------------------------------------------------- | ------------ | --------------- |
| Штиль Надія Григорівна | Сільський голова, 1957 року народження, освіта, позапартійна                    | 26.03.2006   | 31.10.2010      |
| Штиль Надія Григорівна | Сільський голова, 1957 року народження, освіта середня спеціальна, позапартійна | 31.10.2010   |                 |

Примітка: таблиця складена за даними джерела

## Історія
Створена 1923 року в складі сіл Велика Глумча, Володимирівка, Мала Глумча, Хутір-Глумецький та слободи Забаро-Давидівка Емільчинської волості Новоград-Волинського повіту Волинської губернії. 7 березня 1923 року включена до складу новоствореного Емільчинського району Коростенської округи. 23 лютого 1924 року, відповідно до рішення Волинської ГАТК (протокол № 7/2 «Про зміни меж округів, районів та сільрад»), адміністративний центр ради перенесено до с. Велика Глумча з перейменуванням її на Великоглумчанську. Відновлена 21 жовтня 1925 року в с. Мала Глумча Великоглумчанської сільської ради Емільчинського (згодом — Ємільчинський) району. Станом на 17 грудня 1926 року в підпорядкуванні значилися урочища Вовківня, Пісківка та Слобода-Ємільчинська. На 1 жовтня 1941 року ур. Слобода не числилося на обліку населених пунктів.
Станом на 1 вересня 1946 року сільська рада входила до складу Ємільчинського району Житомирської області, на обліку в раді перебувало с. Мала Глумча, хутір Пісківка не перебував на обліку населених пунктів.
11 серпня 1954 року, відповідно до указу Президії Верховної ради Української РСР «Про укрупнення сільських рад по Житомирській області», до складу ради приєднано с. Паранине та х. Жужель ліквідованої Паранинської сільської ради Ємільчинського району. Станом на 1 березня 1961 року х. Жужель не значився на обліку населених пунктів.
На 1 січня 1972 року сільська рада входила до складу Ємільчинського району Житомирської області, на обліку в раді перебували села Мала Глумча та Паранине.
Припинила існування 14 листопада 2017 року через об'єднання до складу Ємільчинської селищної територіальної громади Ємільчинського району Житомирської області.